# Weinzöttlbrücke

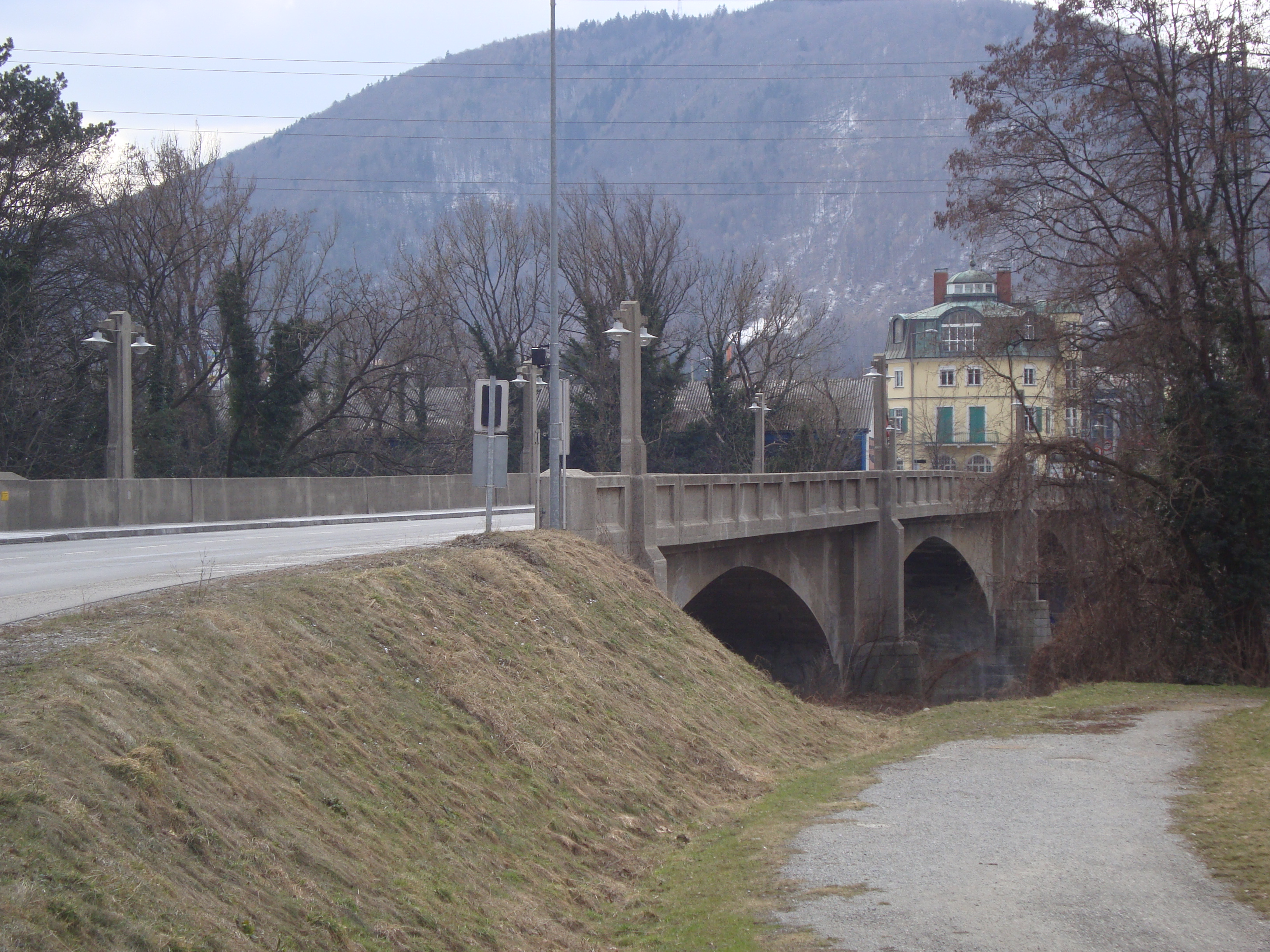
Weinzöttlbrücke von Andritz aus gesehen

Die Weinzöttlbrücke (auch Weinzödlbrücke geschrieben) ist eine denkmalgeschützte (Listeneintrag) Straßen- und Eisenbahnbrücke über die Mur in Graz. Sie führt am Nordrand der Stadt bei St. Veit-Weinzödl (Ortslage St. Gotthard) die Grazer Straße (B67) und die Schleppbahn von Gösting nach Andritz über den Fluss.

## Geschichte

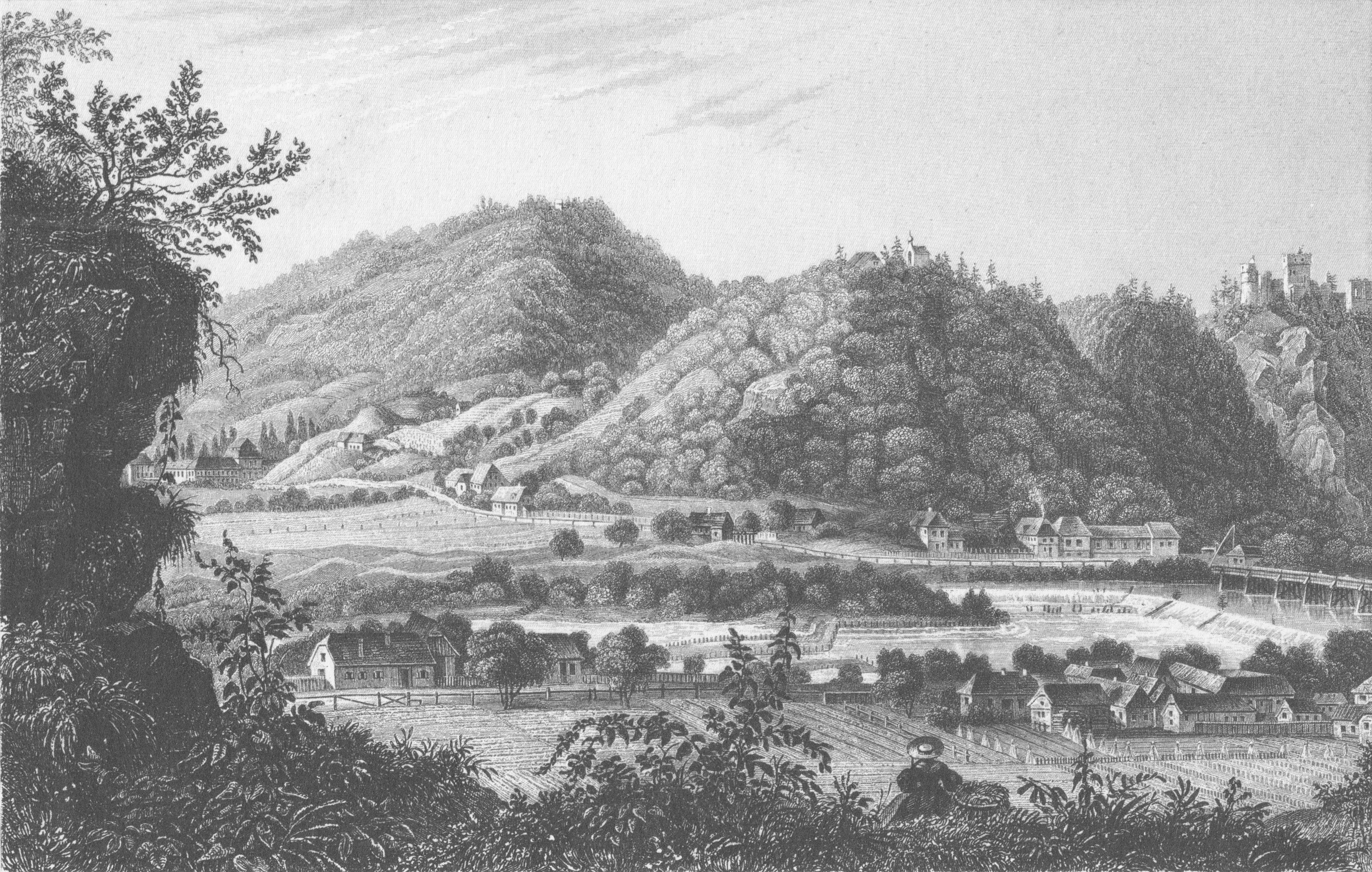
Brücke am alten Standort (rechts) unterhalb des Jungfernsprungs, Stahlstich von Conrad Kreuzer

Die Genehmigung, die erste hölzerne Brücke über die Mur errichten zu dürfen, wurde den Eggenbergern am 4. Februar 1673 erteilt. Die Fahrbahn dieser Brücke wurde nach der Eröffnung der Weinzöttlbrücke abgetragen, die Pfeiler blieben aber erhalten und wurden später genutzt, um einen Fußgängersteg zu errichten. Eröffnet wurde dieser am 7. Oktober 1923 und in den Jahren 1953 und 1954 endgültig abgetragen.
Bereits vor dem Ersten Weltkrieg bildete sich eine Interessengemeinschaft von lokalen Industriellen, die für die Errichtung eines Bahnanschlusses von Gösting über Andritz nach Sankt Radegund mit Anschlüssen zur Farbenfabrik Zankl in Gösting, zur Papierfabrik Kranz in Unter-Andritz und zum Schotterwerk Münz forderte.
Die vor Kriegsausbruch begonnene Planung einer großzügigen Brücke über die Mur wurde 1916 kriegsbedingt reduziert. 1917 wurden die Errichtungsarbeiten der Bahntrasse begonnen, welche insgesamt 10 Brücken zur Überbrückung von Straßen und Wasserläufen beinhaltete.
Die Weinzöttlbrücke als Hauptbauwerk wurde als gemeinsame Straßen- und Eisenbahnbrücke errichtet. Sie verfügt über zwei Öffnungen von 33 Metern und einer zusätzlichen Flutöffnung von 28 Metern lichter Weite. Die Brückenlänge zwischen den Landwiderlagern beträgt 120 Meter.
Berechnet wurde die Brücke als Eisenbahnbrücke mit Lastnorm II und als Straßenbrücke 1. Klasse, wobei für den Stampfbeton und den Eisenbeton eine vom 15. Juli 1911 stammende Vorschrift bezüglich der Betonpressung Gültigkeit hatte.
Während der 1918 begonnenen und von der Baufirma Mayreder, Kraus & Co. durchgeführten Bauarbeiten wurde eine provisorische Holzbrücke im Verlauf der flussabwärtigen Hälfte der Weinzöttlbrücke errichtet. Auf ihren Jochen wurde später das Lehrgerüst für diesen Brückenabschnitt errichtet. Erstmals probeweise befahren wurde diese Behelfsbrücke Ende Juni 1918, der reguläre Bahnverkehr bis Andritz wurde am 1. August 1918 aufgenommen.
Im Juli 1920 konnte der Eisenbahnverkehr auf der Betonbrücke, die für ein normalspuriges Industriegleis ausgelegt worden war, aufgenommen und die bisher verwendete Holzbrücke abgetragen werden. Bis April 1921 wurden auch die Arbeiten an der flussabwärtigen Hälfte der Brücke abgeschlossen. Die in Eisenbeton ausgeführte 9 Meter breite Brückenfahrbahn wurde mit einem Kleinsteinpflaster aus Granit in Sand gepflastert, während die beiden je 1,5 Meter breiten Gehwege einen Asphaltbelag erhielten.
Die Belastungsprobe wurde im August 1922 durchgeführt. Am 3. Dezember 1922 wurde die Brücke in Anwesenheit des Bundespräsidenten Michael Hainisch dem Verkehr übergeben.
2005 wurden bei der Weinzöttlbrücke schwere Schäden festgestellt, die eine dringende Sanierung notwendig machten. Die Durchführung dieser Arbeiten erfolgte im Jahre 2007. Während dieser Zeit wurde sie für den Straßenverkehr mit Ausnahme der Linienbusse gesperrt. Die Kosten wurden mit der Maschinenfabrik Andritz geteilt, da diese zum damaligen Zeitpunkt rund 500 Züge jährlich über die Brücke führte. In letzter Zeit wird das Schleppbahngleis zur Maschinenfabrik nur mehr sporadisch befahren.